# Cratere Franck
Franck è un cratere lunare intitolato al fisico premio Nobel James Franck. Si trova vicino al confine nord del Sinus Amoris, una baia nella parte settentrionale del Mare Tranquillitatis. Il cratere è poco a sudest del cratere Brewster, e a sud del cratere Römer. Frank era stato designato in precedenza come "Römer K", ma in seguito l'IAU gli ha assegnato un nome proprio.
È un cratere circolare di forma emisferica, con un orlo ben definito non ancora eroso in maniera significativa. Le pareti interne scendono verso il punto centrale del minuscolo fondale. Poco a nord di Franck si trova una coppia di crateri più piccoli.